# Eugen Bopp
Eugen Bopp (ukr. Євген Бопп; ur. 5 września 1983 w Kijowie) – niemiecki piłkarz pochodzenia ukraińskiego, występujący na pozycji pomocnika.

## Kariera piłkarska

### Kariera klubowa
Jeszcze jako dziecko wyjechał razem z rodzicami na stałe do Niemiec. Wychowanek Szkoły Piłkarskiej Bayern Monachium. Jego młodszy brat Viktor Bopp również piłkarz. W 2001 rozpoczął karierę piłkarską w angielskim klubie Nottingham Forest F.C., w którym występował przez 5 sezonów. W sezonie 2006/07 bronił barw Rotherham United F.C., a potem przeszedł do Crewe Alexandra F.C. W 2009 został piłkarzem drużyny rezerwowej Portsmouth F.C.